# 华芒鳞薹草
华芒鳞薹草（学名：Carex sino-aristata）是莎草科薹草属的植物，为中国的特有植物。分布在中国大陆的四川等地，一般生长在阴湿处，目前尚未由人工引种栽培。